# Катценбах, Джон
Джон Катценбах (англ. John Katzenbach; родился 23 мая 1950 года в городе Принстон (Нью-Джерси), США) — американский писатель, автор детективных романов. Сын Николаса Катценбаха, бывшего генерального прокурора США. Катценбах работал криминальным репортёром в ежедневной газете The Miami Herald, газете The Miami News, а также писал статьи для журнала Tropic (magazine). Он женат на Мадлен Блаис (Madeleine Blais), они проживают в штате Массачусетс (США).
В определённый момент Джон решил сменить работу криминального репортёра на работу писателя и начал писать психологические триллеры. Его первый триллер Летняя жара (In the Heat of the Summer) завершённый в 1982 году был номинирован на престижную американскую премию в области литературы — премию Эдгара Аллана По. Это фильм позже был экранизирован под названием The Mean Season. В этом фильме снялись такие звёзды как Курт Рассел и Мэриел Хемингуэй.
Ещё две его книги были экранизированы в США, Справедливый суд с Шоном Коннери в 1995 и Война Харта с Брюсом Уиллисом в 2002. Четвёртая экранизированная книга The Wrong Man (book) вышла на экраны в 2011 на французском ТВ под названием Faux Coupable.